# Kawasaki Ki-60
O Kawasaki Ki-60 foi uma aeronave experimental japonesa durante a Segunda Guerra Mundial. Pretendia-se que esta aeronave desempenhasse a função de caça e interceptor.

## Desenvolvimento
O Ki-60 era de uma configuração externa amplamente convencional, com o motor ajustado dentro de um compartimento dianteiro, o cockpit no meio e uma empenagem cónica. O motor conduzia um conjunto de hélices de três lâminas, que foram sincronizadas com duas metralhadoras montadas entre as hélices e o cockpit. A cabine do piloto foi ajustada apenas à frente do meio da fuselagem, com vistas adequadas sobre o nariz e para os lados. Cada unidade de asa principal era recta em seu projecto, com pontas arredondadas, e abrigavam uma instalação de canhões ou metralhadoras com o seu suprimento de munições. A unidade da cauda exibia uma única aleta vertical (arredondada) e planos horizontais de baixo conjunto. O trem de pouso incluiu um par de pernas principais retracteis e uma roda de cauda não retráctil. Isto apresentou a aeronave com um "nariz para cima" aparência quando em repouso.
Com o compromisso imperial japonês a espalhar-se pela Ásia e em todo o vasto Pacífico, projectos "sem necessidade" como o Ki-60 foram abandonados - nesta altura apenas os três protótipos tinham sido concluídos. Consideravam os japoneses, tal como os alemães, que o sucesso alcançado com as aeronaves em produção, na época, seria assegurado por estas mesmas aeronaves, não havendo necessidade de canalizar fundos de guerra para o desenvolvimento de aeronaves mais avançadas ou diferentes. Este erro provou ser fatal na fase final do conflito. Já o caça Ki-61 "Hien" continuou a ser desenvolvido (aprendendo muitas lições no desenvolvimento Ki-60) e conseguiu ser construído em 3159 exemplares para o Serviço Aéreo do Exército Imperial Japonês (IJAAF), tendo os primeiros exemplares entrado em serviço em 1943. Este modelo também gerou o caça Ki-100, que foi produzido em 395 exemplares no início de 1945. O IJAAF usou o Nakajima Ki-44 "Shoki" como um interceptor, para substituir a especificação original do Ki-60. Estas aeronaves surgiram em 1942 e viram uma produção de 1225 exemplares antes do fim da guerra em Setembro de 1945.